# Оштима
Оштима или Ошчима (Тригоно) је насеље у Грчкој у општини Преспа, периферија Западна Македонија. Према попису из 2021. године било је 26 становника.
Из Оштима је пореклом Васил Тупурковски, северномакедонски политичар, универзитетски професор и бивши члан Председништва СФР Југославије из СР Македоније.

## Географија
Ошчима је удаљена око 32 km југозападно од града Лерин (Флорина), који се налази близу Малог Преспанског језера.

## Становништво
Македонски историчар Тодор Симовски, 1998. године наводи да је Оштима словенско насеље.
Преглед становништва:
| Година       | 2001 |
| ------------ | ---- |
| Становништво | 30   |